# Stibadium ochoa
Stibadium ochoa är en fjärilsart som beskrevs av Barnes 1904. Stibadium ochoa ingår i släktet Stibadium och familjen nattflyn. Inga underarter finns listade i Catalogue of Life.